# Metlaouia
Metlaouia is een geslacht van vlinders van de familie uilen (Noctuidae), uit de onderfamilie Cuculliinae.

## Soorten
- M. fiorii Turati
- M. oberthuri Culot, 1910